# Godło Algierii

Godło Algierii

Godło Algierii jest symbolem używanym przez rząd. W obecnej postaci zostało przyjęte 1 listopada 1976. 
Napis obiegający godło głosi: "Al-Dżumhurijja al-Dżaza'irijja ad-Dimukratijja asz-Szabijja" ("Algierska Republika Ludowo-Demokratyczna"). Na godle widoczna jest Ręka Fatimy – tradycyjny symbol kraju – umieszczona pod wschodzącym słońcem, a także półksiężyc z gwiazdą symbolizujący islam. Inne elementy godła są odwołaniami do rolnictwa i przemysłu kraju. Góry widoczne na godle symbolizują pasmo górskie Atlas.

## Historyczne godła

Emirat Abdelkader 1832–1847
Godło Algierii Francuskiej (1830–1962)
Godło z czasów II Cesarstwa 1865
Pieczęć Generalnego Rządu Algierii 1950
Pieczęć Rządu Tymczasowego Republiki Algierii 1958–1962
Godło z lat 1962–1971
Godło z lat 1971–1976